# Кретмор Хајтс (Калифорнија)
Кретмор Хајтс (енгл. Crestmore Heights) насељено је место без административног статуса у америчкој савезној држави Калифорнија.

## Демографија
По попису из 2010. године број становника је 384.
| Група             | 2000.    | 2010.       |
| Белци             | 0 (0,0%) | 111 (28,9%) |
| Афроамериканци    | 0 (0,0%) | 2 (0,5%)    |
| Азијати           | 0 (0,0%) | 6 (1,6%)    |
| Хиспаноамериканци | 0 (0,0%) | 263 (68,5%) |
| Укупно            | 0        | 384         |